# 库姆 (摩泽尔省)
库姆（法語：Coume，法語發音：[kum]；洛林法兰克语：Kum）是法国摩泽尔省的一个市镇，属于福尔巴克-布莱摩泽尔区。

## 地理
库姆（49°11'54"N, 6°34'20"E）面积14.9 平方千米，位于法国大東部大區摩泽尔省，该省份为法国东北部内陆省份，是洛林的一部分，西南接默尔特-摩泽尔省，东临下莱茵省，北与卢森堡和德国接壤。
与库姆接壤的市镇（或旧市镇、城区）包括：盖尔坦、洛林地区比斯滕、当坦、法尔克、阿加滕欧米讷、尼代尔维斯、奥通维尔、泰泰尔尚、瓦尔斯贝格。

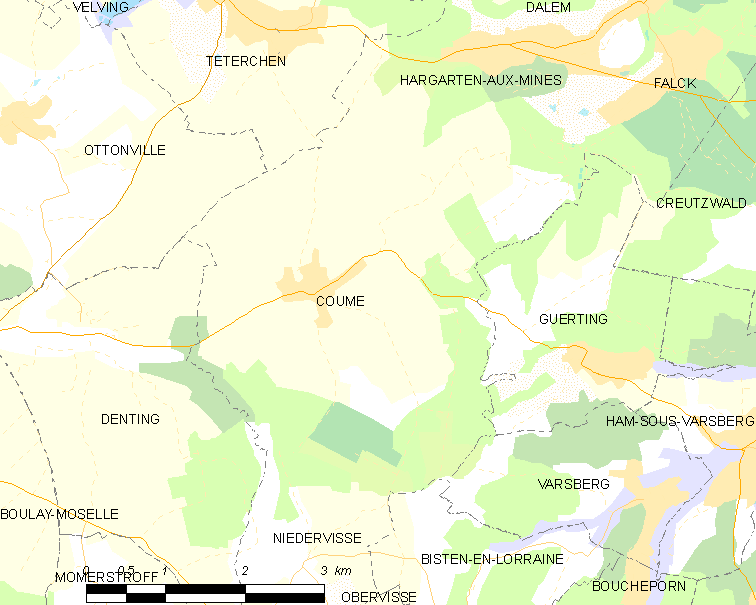
的OSM定位图

库姆的时区为UTC+01:00、UTC+02:00（夏令时）。

## 行政
库姆的邮政编码为57220，INSEE市镇编码为57154。

## 政治
库姆所属的省级选区为布莱摩泽尔县。

## 人口

1962-2008年间人口变化图示

库姆于2022年1月1日时的人口数量为601人。